# Ґолоґури (ґміна)
Ґолоґури (пол. Gmina Gołogóry) — колишня сільська ґміна Золочівського повіту Тарнопольського воєводства Польської республіки. Центром ґміни було село Гологори.
Комуна була створена 1 серпня 1934 р. як частина реформи, яка базується на законі про злиття сільських комун: Ґолоґури, Ґолоґуркі, Кондратув, Майдан Ґолоґурскі, Мітулін, Новосюлкі, Ольшаніца, Сцянка, Трендовач та Зашкув. Територія ґміни становила 126 км². Населення ґміни станом на 1931 рік становило 10 224 особи. Налічувалось 2 130 житлових будинків.
У 1940 р. ґміна була ліквідована у зв'язку з приєднанням території до УРСР та утворенням Красненського району Львівської області. На території Красненського району активну діяльність вела Українська Повстанська Армія, зокрема тут діяли сотня «Генерала», «Дубового», «Лапайдуха». Також тут діяла боївка Служби Безпеки ОУН «Ігора-Олега». Із сотнями УПА вело боротьбу НКВД яке у Красненському районі очолював Т. А. Насад.